# 塔布里湖
35°26′55″S 150°24′04″E / 35.44861°S 150.40111°E
塔布里湖（Tabourie Lake）是澳大利亚新南威尔士州南海岸地区的一个小村庄，行政上属于肖尔黑文市地方政府管辖。该村的名字来源于塔布里溪（Tabourie Creek）入海处的潟湖。